# يونيسواب
يونيسواب (بالإنجليزية: Uniswap) ورمزها (UNI)، هي شركة ومنصة (بورصة) لا مركزية لتبادل العملات المشفرة، قامت ببناء بروتوكول خاص بها، لكي يسهل التعاملات الآلية بين الرموز المميزة للعملات المشفرة على شبكة الإيثريوم من خلال استخدام العقود الذكية، في أكتوبر 2020 أصبحت رابع أكبر بورصة للعملات المشفرة من حيث حجم التداول اليومي.

## التأسيس
تم تأسيسها من قبل هايدن آدمز في 2 نوفمبر 2018 كان يعمل مهندس ميكانيكي في شركة سيمنز.
تم إطلاق ثلاث إصدارات من البروتوكولات:
- الإصدار الأول (V1) في نوفنبر 2018.[3]
- الإصدار الثاني (V2) في مايو 2020.[4]
- الإصدار الثالث (V3) في 3 مايو 2021.[5]

## مبدأ العمل
يعمل بروتكول يونيسواب على عكس عمليات تبادل العملات المشفرة التي تديرها الشركات المركزية أمثال (منصة بينانس وأوكي أكس ومنصات وبورصات أخرى)، لانها تعمل على تجميع السيولة بدلاً من العمل كصانع للسوق، بهدف إنشاء أسواق أكثر كفاءة. يقوم مزودي السيولة (أفراد وروبوتات) بضخ السيولة في البورصة عن طريق إضافة زوج من الرموز المميزة إلى العقد الذكي الذي يمكن شراؤه وبيعه من قبل مستخدمين آخرين، في المقابل يتم منح مزودي السيولة نسبة مئوية من رسوم التداول المكتسبة لهذا الزوج التجاري، حيث أنه لا يلزم المستخدمين لتسجيل بالبروتوكول، وهذا أيضًا ما يميزه عن المنصات المركزية.
تكون عملية الشراء أو البيع للرمز المميز (العملة المشفرة) عن طريق ربط المحفظة الخاصة بالعملات المشفرة - ميتاماسك - بموقع المنصة اللامركزية، بعدها يتم إضافة العقد الذكي الخاص بالعملة المشفرة المبنية على شبكة الإثريوم، ويجب أن تتوفر كمية مناسبة من عملة إيثريوم في المحفظة لكي تتم عملية البيع أو الشراء.